# 306 Unitas
306 Unitas är en asteroid i huvudbältet, som upptäcktes den 1 mars 1891 av den italienske astronomen Elia Millosevich. Asteroiden namngavs sedan för att hedra den italienske astronomen Angelo Pietro Secchi (1818-1878) och också för enandet av Italien.
Unitas senaste periheliepassage skedde den 5 december 2022. Dess rotationstid har beräknats till 8,74 timmar.

## Omloppsbana

306 Unitas omloppsbana
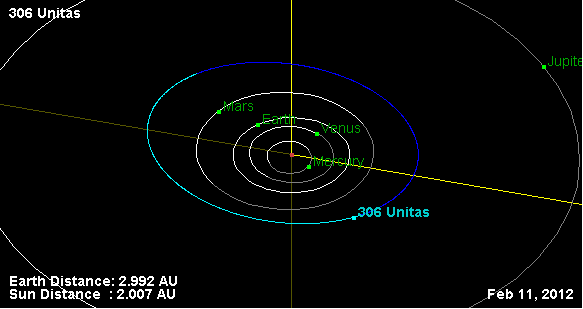